# アントニー・アシュリー＝クーパー (第2代シャフツベリ伯爵)

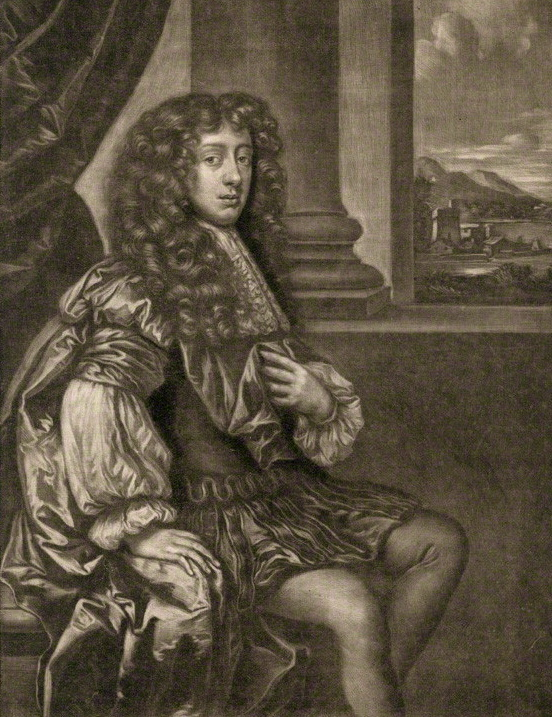
ピーター・レリーの作品に基づくリチャード・トンプソンの作品、1678年/1679年作。

第2代シャフツベリ伯爵アントニー・アシュリー＝クーパー（英語: Anthony Ashley-Cooper, 2nd Earl of Shaftesbury、1652年1月16日 – 1699年11月2日）は、イングランド王国の貴族、政治家。1672年から1683年までアシュリー卿の儀礼称号を使用した。

## 生涯
初代シャフツベリ伯爵アントニー・アシュリー＝クーパーとフランシス・セシル（Frances Cecil）の息子として、1652年1月16日に生まれた。
1670年から1679年までウェイマス・アンド・メルコンブ・レジス選挙区の代表として庶民院議員を務め、議会で多くの委員会に参加したが演説の記録はなかったという。
1679年4月16日から1699年11月2日までドーセット副提督を務めた。
1683年1月22日に父が死去すると、シャフツベリ伯爵の爵位を継承した。
1699年11月10日に死去、長男アントニーが爵位を継承した。

## 家族
1669年9月22日、ドロシー・マナーズ（1698年6月没、第8代ラトランド伯爵ジョン・マナーズの娘）と結婚、下記の子女を儲けた。
- アントニー（1671年 – 1713年） - 第3代シャフツベリ伯爵、子供あり
- モーリス（英語版）（1675年 – 1726年） - 庶民院議員
- エリザベス（1744年1月20日没） - 1707年4月20日、ジェームズ・ハリス（James Harris）と結婚、子供あり